# Xinzhuang (köpinghuvudort i Kina, Jiangxi Sheng, lat 28,46, long 115,08)
Xinzhuang är en köpinghuvudort i Kina. Den ligger i provinsen Jiangxi, i den sydöstra delen av landet, omkring 82 kilometer väster om provinshuvudstaden Nanchang. Antalet invånare är 15 181. Befolkningen består av 6 966 kvinnor och 8 215 män. Barn under 15 år utgör 21,0 %, vuxna 15-64 år 71 %, och äldre över 65 år 7,0 %.
Runt Xinzhuang är det tätbefolkat, med 331 invånare per kvadratkilometer. Närmaste större samhälle är Yangxu, 12,6 km sydost om Xinzhuang. Trakten runt Xinzhuang består till största delen av jordbruksmark.
Genomsnittlig årsnederbörd är 2 092 millimeter. Den regnigaste månaden är maj, med i genomsnitt 337 mm nederbörd, och den torraste är oktober, med 32 mm nederbörd.